# Étude
Étude – utwór muzyczny nagrany przez Mike’a Oldfielda, wydana jako singel w 1984 roku. Jest to aranżacja fragmentu Francisco Tárrega z jego Wspomnień z Alhambry. Utwór jest głównym tematem ścieżki dźwiękowej do filmu Pola śmierci.
Teledysk do utworu przedstawia skośnookiego chłopca, który wchodzi do pokoju i uruchamia magnetofon szpulowy - wtedy zaczyna grać muzyka. Chłopiec ogląda fragmentu filmu Pola śmierci, zdjęcia Mike’a Oldfielda, a także próbuje grać na syntezatorze Fairlight.

## Spis utworów

### Wersja 7"
1. „Étude” (edit) – 3:07
2. „Evacuation” (edit) – 4:11

### Wersja 12"
1. „Étude” – 4:38
2. „Evacuation” – 5:13